# Woodiphora pallidinervis
Woodiphora pallidinervis är en tvåvingeart som beskrevs av Borgmeier 1967. Woodiphora pallidinervis ingår i släktet Woodiphora och familjen puckelflugor. Inga underarter finns listade i Catalogue of Life.